# Mawry
Mawry (dawniej niem. Mawern) – wieś w Polsce położona w województwie warmińsko-mazurskim, w powiecie olsztyńskim, w gminie Dobre Miasto. W latach 1975–1998 miejscowość administracyjnie należała do województwa olsztyńskiego. Wieś znajduje się w historycznym regionie Warmia.

## Historia
Wieś lokowana w latach 40. XIV w. na 22 włokach na prawie chełmińskim przez biskupa warmińskiego Hermana z Pragi. W nowym przywileju lokacyjnym z 1366 r. bp. warmiński Jan Stryprock powiększył nadanie o kolejne 6,5 włóki (włoki nadmiarowe). Sołtys - Henryk Wegner - otrzymał 3,5 włóki (wolnych od czynszu), połowę czynszu z karczmy, prawo do sadów niższych i wyższych oraz prawo do połowu ryb w jeziorze Buki (Bowgen) ale tylko na własne potrzeby. Sołtys miał oddawać czynsz w wysokości dwóch miar żyta od każdego pługa. Czynsz płacony miał być do skarbca biskupiego w dniu św. Marcina. Natomiast sołtys był zobowiązany do składania dziesięciny proboszczowi miary żyta u miary owsa od każdego pługa. Z włók czynszowych opłata wynosiła pół grzywny i płacona była na Boże Narodzenie. W 1375 r. biskup warmiński Henryk III nadał Mawrom 5 włók boru (czynsz wynosił 8 szkudów i 2 kury od włóki). W 1486 r. wieś była w posiadaniu Jana Czoła z Czechowic.
W czasie wojny polsko–krzyżackiej (1519–1521) wieś została zniszczona. W 1587 r. wieś była już ponownie w pełni zasiedlona. W tym czasie w Mawrach było 9. chłopów czynszowych z obowiązkiem pieszej służby zbrojnej, sołtys (wspólnie z sołtysem z Łaniewa) z obowiązkiem jednej służby konnej (jedne konny).
Według dokumentów lustracyjnych z 1656 r. wieś ta 28,5 włóki obszaru, mieszkało w niej 7. chłopów i sołtys, czynsz wynosił 44,5 korca owsa, 50 kur, 12 gęsi i 39 florenów, jeden grosz i 12 fenigów.
W 1817 roku we wsi było 27 domów, zamieszkanych przez 118 ludzi. W 1846 roku w Mawrach było 27 domów zamieszkanych przez 193 osoby (w tym 4 ewangelików i 206 katolików). W 1856 r. wieś obejmował 960 mórg ziemi. W 1871 r. w Mawrach było 29 domów z 218 mieszkańcami (wszyscy katolicy). Liczba domów nie zmieniła się do 1925 r., jednak liczba mieszkańców spadła do 181 osób. W 1939 r. we wsi było 169 mieszkańców. W 2010 w Mawrach było 31 mieszkańców, w tym 16 kobiet i 15 mężczyzn.

## Zabytki
- Dwie przydrożne kapliczki z XVIII w.: jedna słupowa z wnęką, druga czworościenna.